# 克劳斯·施拉普纳

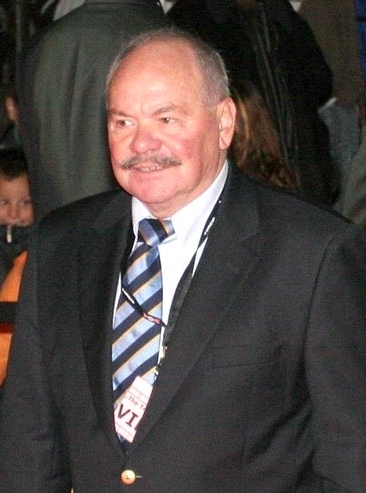

克劳斯·施拉普纳（Klaus Schlappner，1940年5月22日—），生于德国黑森兰佩特海姆，职业足球教练。
1992年，他带领中国国家男子足球队打入亚洲杯足球赛半决赛并获得季军，但是次年客场负于也门及伊拉克，未能帮助球队取得1994年世界杯足球賽参赛资格。其后他被架空成为技术顾问。
1994年广岛亚运会后正式离职，由助理教练戚务生接任。1997年，施拉普纳曾在前卫寰岛短暂执教，唯因前五轮战绩不佳而早早下课。
此后，施拉普纳一直担任足球经纪人，促成多位中国球员，如杨晨、谢晖、邵佳一等转会德国球队的交易。